# Guélor Kanga
Guélor Kanga Kaku (Oyem, 1985. szeptember 1. –) gaboni labdarúgó középpályás. 2021 áprilisában nyilvánosságra került, hogy állítólag nem a gaboni Oyemben született 1990-ben, hanem a kongói Kinhasában 1985-ben (bővebben ld. a Viták szakaszban).

## Klubcsapatokban
Profi pályafutását 2007-ben hazájában az AS Mangasportban kezdte. 2010-ben igazolt a Missile FC-hez. 2012-ben ismét klubot váltott és a CF Mounana tagja lett. 2013 februárjában szerződött Európába az orosz FK Rosztov csapatához. A szezon végén kiesési osztályozót kellett játszaniuk, de sikerrel megvívták. A következő szezon végén megnyerték a kupát.

## Válogatottban
2012-ben mutatkozott be a gaboni labdarúgó-válogatottban. Jorge Costa szövetségi kapitány nevezte a 2015-ös afrikai nemzetek kupája-keretbe.

## Viták
2021-ben vita robbant ki a játékos valódi kilétével kapcsolatban. A Kongói Demokratikus Köztársaság Labdarúgó-szövetsége (FECOFA) azzal támadja a gaboni szövetséget, hogy Guélor Kanga kongói nemzetiségű. Az ügyészség szerint a játékos, aki útlevele szerint 1990-ben született Gabonban, valójában Kiaku Kiaku Kiangana, aki 1985. október 5-én született Kinshasában. Állítólag a 2000-es évek végén meghamisította személyazonosságát, hogy megkerülje azokat a szabályokat, amelyek korlátozzák a külföldi játékosok számát Gabonban. A játékos tagadja a vádakat. Az Afrikai Labdarúgó-szövetség (CAF) elutasította a FECOFA kérelmét, és elutasította az ügyet. Guélor Kanga Kaku a gaboni válogatottban folytatja pályafutását, amelynek ő az egyik fő szereplője. 2024 januárjában Guélor Kanga Kakut beidézték, hogy jelenjen meg a CAF fegyelmi bizottsága előtt, hogy magyarázatot adjon. Útlevelében 1990. szeptember 1-i születési dátum szerepel. Több afrikai média információi szerint azonban édesanyja 1986-ban halt meg. Vizsgálat is indult. Ha Guélor Kanga Kakut bűnösnek találják, a Gaboni Labdarúgó-szövetséget vád alá helyezhetik a játékos által benyújtott adminisztratív dokumentumok hamisítása és a FIFA eljárásának be nem tartása miatt.